# 臺灣鯨
臺灣鯨（學名：Balaenoptera taiwanica）是一種已滅絕的鬚鯨，生存於上新世，傳統上被劃歸為鬚鯨屬，但也有古生物學家認為其應屬於大翅鯨屬。迄今僅有的化石為一塊屬於右顳骨的鼓泡，長11.5公分，寬7.8公分，出土於臺灣新竹縣竹東鎮的卓蘭層地層，為1961年中油公司在當地進行探勘時所發現，並於四年後由臺灣古生物學家黃敦友發表及描述。

## 外部連結
- 【鯨彩一生】正港的MIT鯨魚：台灣鯨魚 （页面存档备份，存于）
- 台灣生物多樣性資訊入口網
- 臺灣生命大百科